# Brambory
Brambory (en allemand : Brambor) est une commune du district de Kutná Hora, dans la région de Bohême-Centrale, en République tchèque. Sa population s'élevait à 115 habitants en 2020.

## Géographie
Brambory se trouve à 10 km au sud-ouest de Přelouč, à 15 km à l'est-nord-est de Kutná Hora et à 75 km à l'est-sud-est de Prague.
La commune est limitée par Horka I au nord-ouest, par Litošice au nord-est, et par Bílé Podolí au sud-est, au sud et au sud-ouest.

## Histoire
La première mention écrite de la localité date de 1393.